# Pile Zamboni
Pour les articles homonymes, voir Zamboni (homonymie) et Duluc.

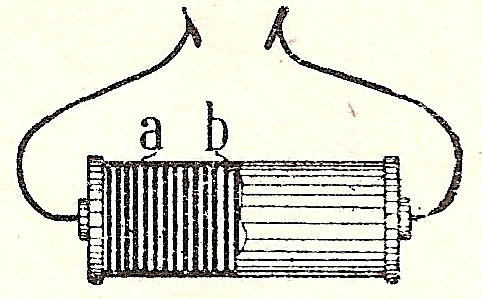
Pile Zamboni

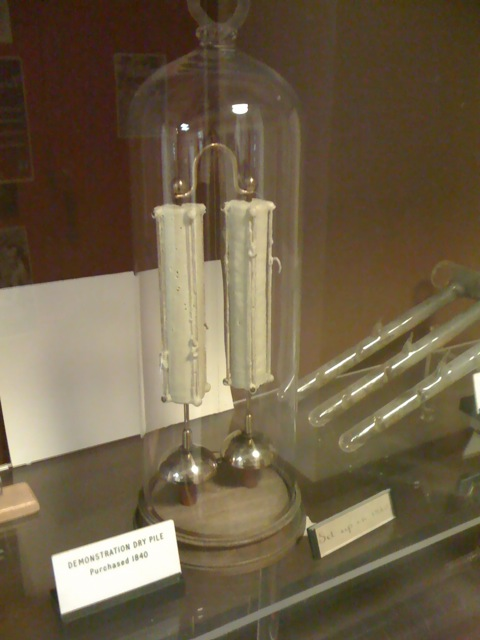
Oxford electric bell

La pile Zamboni ou pile sèche de Duluc, inventée par Giuseppe Zamboni en 1812, est l'une des premières piles voltaïques connues. Ces piles sont capables de créer des tensions de l'ordre du kilovolt, mais le courant est de l'ordre du nanoampère.

## Description
Une pile Zamboni est une « pile électrostatique » et est construite en empilant des disques de feuilles d'argent, de zinc et de papier. Également, des disques de « papier d'argent » (1) recouvert d'une mince couche de zinc sur l'une de ses faces ou (2) enduit de dioxyde de manganèse et de miel peuvent être utilisés. Ces disques d'un diamètre d'environ 20 mm sont empilés et la pile ainsi construite peut contenir plusieurs milliers de disques. Elle est ensuite comprimée dans un tube en verre dont les extrémités sont fermées par des bouchons. Il est aussi possible d'empiler les disques entre trois tiges de verre, les extrémités de cette pile étant fermées par des pièces en bois. Cet assemblage est ensuite isolé en le plongeant dans du soufre en fusion ou de la poix.
Des piles Zamboni, à l'aide de méthodes plus modernes, ont été fabriquées jusque dans les années 1980 pour produire une tension d'accélération dans les tubes servant aux intensificateurs de lumière, qui trouvent des applications dans le domaine militaire (par exemple, jumelles de vision nocturne). Au début du XXIe siècle, ces tensions sont obtenues à l'aide de circuits électroniques onduleurs alimentés par des piles conventionnelles.
Le fameux Oxford Electric Bell, qui sonne en continu depuis 1840, serait alimenté par une paire de piles Zamboni.